# Claës König (1885–1961)
Claës Henrik Magnus König, född den 15 januari 1885 i Stockholm, död den 25 november 1961 i Allerums församling, Malmöhus län, var en svensk officer, ryttare och hovstallmästare.

## Biografi
König avlade officersexamen 1906 och blev löjtnant vid Livregementet till häst 1913 samt ryttmästare 1921. Han övergick till reserven 1935. Han hade då sedan 1931 varit stallmästare vid hovet och blev 1935 hovstallmästare. König var aktiv inom ridsporten, både som utövare och organisatoriskt. 1917–1918 var han lärare vid Arméns rid- och körskola i Strömsholm. Han var skattmästare i Jockeyklubben 1926–1929 och sekreterare samt arbetsutskottsordförande i Svenska Ridsportens Centralförbund. Han deltog i de olympiska sommarspelen i Antwerpen 1920 och i Paris 1924. Vid de första var han delaktig i det svenska lagguldet i banhoppning, vid den andra var han med och tog lagsilver i fälttävlan samt placerade sig individuellt på femte plats i samma gren. Han var färd- och träningsledare för den svenska ryttartruppen vid Berlin-OS 1936.
Claës König var son till kammarherre Eric König och dennes hustru, grevinnan Louise Wrangel. Han gifte sig 1910 med grevinnan Ebba Wachtmeister, dotter till förste hovstallmästare, greve Carl Wachtmeister och friherrinnan Ebba Ramel. Han var far till Ebba Ulrika Elisabeth (född 1912), diplomaten Claës (1913–2012) och Suzanne Louise (född 1923). König är begraven på Nyaste kyrkogården vid Allerums kyrka.

## Utmärkelser
Königs utmärkelser:
- Riddare av Svärdsorden (RSO) 1927
- Riddare av Vasaorden (RVO) 1933
- Sveriges militära idrottsförbunds guldmedalj med krans (SvmifbSM m krans)
- Riddare av Danska Dannebrogsorden (RDDO)
- Officer av Nederländska Oranien-Nassauorden med svärd (OffNedONO m sv)
- Riddare av Belgiska Kronorden (RBKrO)
- Kommendör av 1. klass av Finlands Vita Ros’ orden (KFinlVRO1kl)
- Officer av Franska orden d’Académies guldmedalj (OffFrd’AGM)
- Belgiska Militärkorset (BMilK)